# بونا من سافوي
بونا السافوية (10 أغسطس 1449 - 23 نوفمبر 1503)؛ كانت دوقة ميلانو بزواجها من غالياتسو ماريا سفورزا، وأيضا أصبحت الوصية على ابنها الصغير بين عامي 1476 حتى 1481.

## حياته
ولدت في أفيغليانا بالقرب من تورينو، فهي الابنة السادسة لوالديها لودفيكو دوق سافوي وآن القبرصية؛ بحيث أنها شقيقة أماديو التاسع دوق سافوي ولويس ملك قبرص وفيليبو الثاني دوق سافوي والملكة شارلوت زوجة لويس الحادي عشر ملك فرنسا، في حين كان جدها البابا المزيف فيلكس الخامس.
في 1464 أصبحت مخطوبة لإدوارد الرابع ملك إنجلترا ولكنه تزوج سراً من إليزابيث وودفيل، وبذلك تزوجت في 9 مايو 1468 من غالياتسو ماريا سفورزا، مما أدى إلى تحالف بين سفورزا وبيت الملكي الفرنسي، بحيث أصبحت بونا وسيطة رسائل من ملك فرنسا ودوق سافوي إلى زوجها.
في 26 ديسمبر 1476 اغتيل زوجها من قبل ثلاثة شباب من النبلاء على شرفة كاتدرائية سان ستيفانو في ميلانو، وأصبح ابنهما البكر البالغ ذو السابعة من العمر دوق ميلانو تحت وصايتها، ولكن سرعان ما ظهر الخلاف بينها وبين نسيبها الطموح لودفيكو ماريا سفورزا الملقب بـ الأسمر.
بعد فترة قليلة تم هزيمته من قبل مستشارها تشيكو سيمونيتا مما أضطر إلى الفرار من المدينة، ولكنه استطاع التصالح معها بعد عام من ذلك وتم تنفيذ حكم الإعدام على سيمونيتا، وبذلك سقط الوصاية شيئاً فشيئاً في يده منذ 1479، وفي 1481 أصبحت ملزمة على مغادرة ميلانو، وبذلك أصبح لودوفيكو الوصي بلا منازع.

## الأبناء
- جان غالياتسو (20 يونيو 1469 - 21 أكتوبر 1494)؛ تزوج من إيزابيلا النابولية؛ وهما والد الملكة بونا سفورزا زوجة زغمونت الأول ملك بولندا؛ التي أنجبت له ستة أبناء.
- هيرميس ماريا (10 مايو 1470 - 18 سبتمبر 1503)؛ ماركيز تورتونا.
- بيانكا ماريا (5 أبريل 1472 - 31 ديسمبر 1510)؛ تزوجت من فيليبرتو الأول دوق سافوي، ثم من الإمبراطور ماكسليميان الأول؛ وما ذلك ليس لديه أبناء من الزوجين.
- آنا ماريا (21 يوليو 1476 - 30 نوفمبر 1497)؛ تزوجت من ألفونسو دإستي لاحقاً دوق فيرارا.